# Francesco Curcio (brigante)
Francesco Curcio, detto Orlandino (Petrizzi, ... – ...; fl. XVIII-XIX secolo), è stato un brigante italiano.
Fu un brigante calabrese che spadroneggiò nei territori di Davoli e Satriano e che fu catturato dall'aiutante generale Giuseppe Iannelli.

## Biografia
Francesco Curcio, detto Orlandino, nacque a Petrizzi, in Calabria da Domenico Curcio, un massaro di buoi. Nel 1806 si diede al brigantaggio insieme al padre essendo entrambi filoborbonici. Formò una banda di circa 40 persone che spadroneggiò nei circondari di Davoli e Satriano e massacrò molti soldati francesi oltre che gente comune, mutilò, stuprò e incendiò molte proprietà private e alberi da frutto. Degno di nota è il fatto che, per sfuggire alla persecuzione francese, era solito vestirsi con pantaloni bianchi e abiti alla francese in modo da sembrare giacobino; con questo stratagemma riuscì assai spesso a sfuggire alla giustizia.
L'aiutante generale Giuseppe Iannelli riuscì a convincere due briganti della sua banda, tali Vincenzo Sera e Francesco Carcaglioniti a rivelare il covo di Orlandino e cioè una torra distante due miglia da Petrizzi e di proprietà di un certo Gregorio Grillone di Gasparina. La notte del 20 novembre 1809, tale torre fu presto circondata dagli uomini di Iannelli e i componenti della banda si batterono con molto coraggio. Un tale Francesco Piromallo di Chiaravalle e lo stesso padrone della torre Grillone morirono durante tali combattimenti. Orlandino, il padre e i suoi compagni combatterono per 24 ore circa finché non terminarono le munizioni e dovettero arrendersi. Tra i briganti catturati vi fu la moglie dello stesso Orlandino, vestita alla francese e cercando, con molto coraggio, di ingannare la guardia civica.